# Stenocrates lecourti
Stenocrates lecourti är en skalbaggsart som beskrevs av Roger Paul Dechambre 2006. Stenocrates lecourti ingår i släktet Stenocrates och familjen Dynastidae. Inga underarter finns listade i Catalogue of Life.